# Rhipsalis clavata
Rhipsalis clavata là một loài thực vật có hoa trong họ Cactaceae. Loài này được F.A.C.Weber miêu tả khoa học đầu tiên năm 1892.

## Hình ảnh

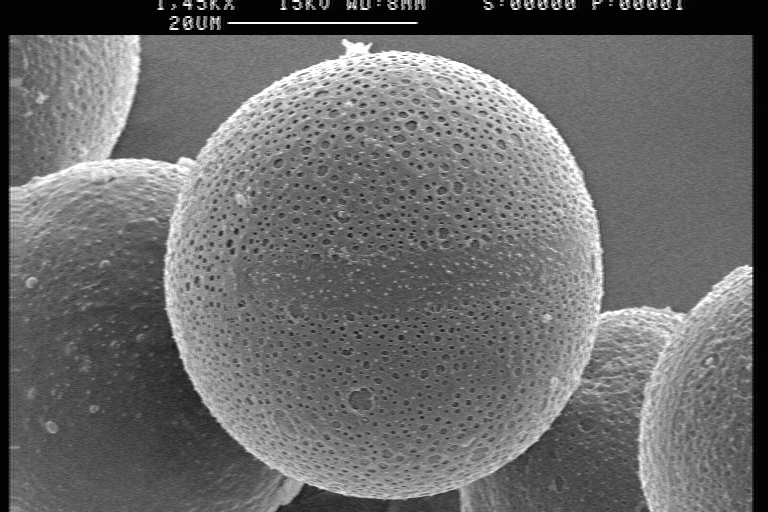
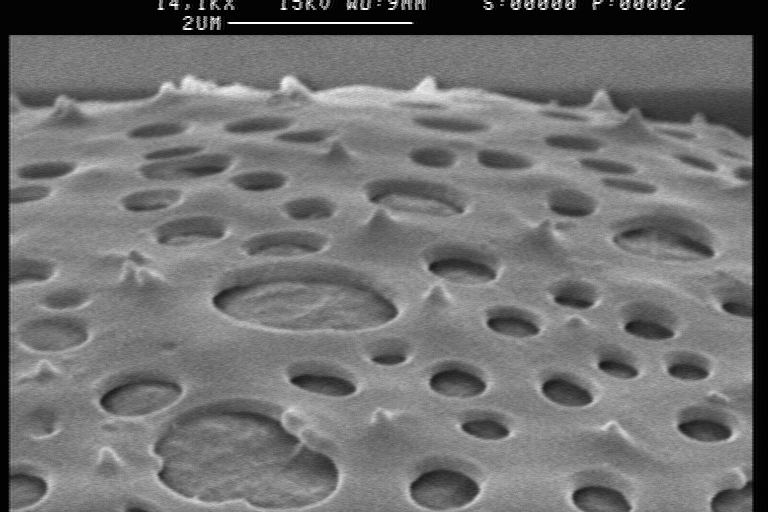